# Jakub Szyszkowski
Jakub Szyszkowski (ur. 21 sierpnia 1991) – polski lekkoatleta, kulomiot.
W 2013 zdobył złoto młodzieżowych mistrzostw Europy.
Dwukrotny halowy mistrz Polski (2013 i 2015). Zdobywał także złote medale mistrzostw kraju w kategoriach kadetów, juniorów oraz młodzieżowców.

## Osiągnięcia
| Rok  | Impreza                             | Miejsce   | Lokata            | Wynik |
| ---- | ----------------------------------- | --------- | ----------------- | ----- |
| 2010 | Mistrzostwa świata juniorów         | Moncton   | el. – 12. miejsce | 18,74 |
| 2013 | Młodzieżowe mistrzostwa Europy      | Tampere   | 1. miejsce        | 19,78 |
| 2013 | Mistrzostwa świata                  | Moskwa    | el. – 17. miejsce | 19,36 |
| 2013 | Mistrzostwa Europy wojskowych       | Warendorf | 1. miejsce        | 20,32 |
| 2014 | Mistrzostwa Europy                  | Zurych    | el. – 18. miejsce | 19,46 |
| 2015 | Halowe mistrzostwa Europy           | Praga     | el. –             | NM    |
| 2015 | Światowe igrzyska wojskowych        | Mungyeong | 6. miejsce        | 18,93 |
| 2017 | Mistrzostwa świata                  | Londyn    | el. – 13. miejsce | 20,54 |
| 2017 | Uniwersjada                         | Tajpej    | 5. miejsce        | 19,87 |
| 2018 | Mistrzostwa Europy                  | Berlin    | el. – 13. miejsce | 19,67 |
| 2019 | Halowe mistrzostwa Europy           | Glasgow   | el. – 10. miejsce | 20,28 |
| 2019 | Puchar Europy w rzutach             | Šamorín   | 4. miejsce        | 20,14 |
| 2019 | Mistrzostwa świata                  | Doha      | el. – 15. miejsce | 20,55 |
| 2019 | Światowe wojskowe igrzyska sportowe | Wuhan     | 5. miejsce        | 20,37 |
| 2021 | Halowe mistrzostwa Europy           | Toruń     | el. – 10. miejsce | 20,12 |
| 2021 | Puchar Europy w rzutach             | Split     | 4. miejsce        | 20,16 |
| 2022 | Puchar Europy w rzutach             | Leiria    | 9. miejsce        | 19,46 |
| 2022 | Mistrzostwa Europy                  | Monachium | el. – 21. miejsce | 19,19 |

## Progresja wyników
| Rok           | 2009  | 2010  | 2011   | 2012  | 2013  | 2014  | 2015  | 2016  | 2017  | 2018  | 2019  | 2020  | 2021  | 2022  |
| Odległość (m) | 16,14 | 17,62 | 17,59i | 19,59 | 20,32 | 20,08 | 20,55 | 19,30 | 20,92 | 20,68 | 20,99 | 20,60 | 20,45 | 20,53 |

## Rekordy życiowe
- Pchnięcie kulą (stadion) – 20,99 (2019) 7. miejsce w polskich tabelach historycznych
- Pchnięcie kulą (hala) – 20,56 (2020) 4. miejsce w polskich tabelach historycznych

Szyszkowski jest byłym rekordzistą Polski młodzieżowców (do 20,32 w 2013).